# 2010年8月中国大陆

## 8月1日
- 凌晨5时30分，中国在西昌卫星发射中心用长征三号甲运载火箭，成功将第五颗北斗导航卫星送入太空预定转移轨道[1]，这是一颗倾斜地球同步轨道卫星，是中国连续发射的第三颗北斗导航系统组网卫星[2]。
- 中共青海省委、青海省人民政府举行大会，欢迎来自中共中央和国家机关以及北京、上海等省市的102名援青干部[3]，这标志着中央对口支援青海藏区工作正式启动[4][5]。

## 8月3日
- 第三十四届世界遗产大会在巴西利亚闭幕，中国登封“天地之中”历史建筑群[6]和中国丹霞地貌分别被列入文化和自然遗产[7][8][9]。

## 8月6日
- 中共中央政治局常委、中华人民共和国国务院总理温家宝在中央文史研究馆会见了来自香港的饶宗颐[10][11][12]。

## 8月10日
- 中共中央政治局常务委员会召开会议，全面部署甘肃省甘南藏族自治州舟曲县特大山洪泥石流灾害抢险救援工作，中共中央总书记胡锦涛主持会议[13][13][14]。

## 8月12日
- 世界上运行电压最高、技术水平最先进、中国具有完全自主知识产权的交流输变电工程——1000千伏晋东南—南阳—荆门特高压交流试验示范工程通过国家验收[15]，标志着中国进入特高压交直流混合电网运行时代[16][17][18]。

## 8月13日
- 中共中央总书记、中国国家主席胡锦涛在北京人民大会堂同津巴布韦总统穆加贝举行会谈[19]。

## 8月16日
- 中华人民共和国科技部与北京市人民政府在北京签署协议，共建国家现代农业科技城。中共中央政治局委员、中共北京市委书记刘淇，全国政协副主席、科技部部长万钢共同出席了签约仪式[20][21]。

## 8月17日
- 中国载人航天工程新闻发言人表示，中国载人航天工程第一个空间交会对接目标天宫一号飞行器[22]，已于近日完成总装[23]，全面转入电性能综合测试阶段[24][25][26]。

## 8月18日
- 中共中央总书记、国家主席胡锦涛在北京人民大会堂会见新加坡总统纳丹[27][28]。

## 8月20日
- 中共中央政治局召开会议，审议并通过《关于党的基层组织实行党务公开的意见》，中共中央总书记胡锦涛主持会议[29][30]。

- 下午，人力资源和社会保障部部长尹蔚民到港，代表国务院宣读表彰决定，授予黄福荣“抗震救灾舍己救人杰出义工”称号，并在中央政府驻港联络办大楼举行表彰仪式，向黄福荣亲属颁授奖章和证书[31][32]。

## 8月23日
- 8月23日至28日，第十一届全国人大常委会第十六次会议召开，会议表决通过了全国人大常委会关于修改预备役军官法的决定、《中华人民共和国人民调解法》。国家主席胡锦涛分别签署第33号、第34号主席令，公布了这两部法律[33]。

## 8月24日
- 上午，中华全国青年联合会第十一届委员会全体会议、中华全国学生联合会第二十五次代表大会在北京人民大会堂开幕[34]。中共中央总书记、国家主席、中央军委主席胡锦涛发来贺信，向大会的召开表示热烈的祝贺，向全国各族青年和青年学生、向广大海外中华青年表示诚挚的问候[34]。中共中央政治局常委、中央书记处书记、国家副主席习近平出席大会开幕式[35]。
- 下午，中共中央总书记、国家主席胡锦涛在人民大会堂同南非总统祖马举行会谈。两国元首就弘扬传统友谊、加强全方位合作达成广泛共识，一致同意把两国关系提升为全面战略伙伴关系[36][37]。会谈后，两国元首出席了《中华人民共和国和南非共和国关于建立全面战略伙伴关系的北京宣言》等双边合作文件的签字仪式[38][39][40]。

## 8月26日
- 上午，中华人民共和国科学技术部与国家海洋局联合宣布，中国第一台自行设计、自主集成研制的蛟龙号潜水器3000米级海上试验取得成功，最大下潜深度达到3759米，并创造了水下和海底作业9小时零3分的纪录[41][42][43][44]。

## 8月27日
- 中共中央总书记、国家主席胡锦涛在长春同朝鲜劳动党总书记、国防委员会委员长金正日举行会谈[45]。
- 晚，第六届泛珠三角区域合作与发展论坛暨经贸洽谈会在福建省福州市开幕[46][47]。

## 8月28日
- 晚，2010年北京首届世界武搏运动会在北京国家体育馆开幕。中共中央政治局委员、国务委员刘延东宣布开幕。比赛共设武术、合气道、拳击、柔道、柔术、空手道、剑道、搏击、泰拳、桑搏、相扑、跆拳道、摔跤13个项目。来自105个国家和地区的98名运动员分别在国家奥体中心体育馆、北京科技大学体育馆和中国农业大学体育馆进行了比赛[48]。

## 8月30日
- 由中国人民银行牵头搭建的第二代网上支付跨行清算系统“超级网银”正式上线[49][50]。

## 8月31日
- 下午，中共中央政治局常委李长春参观了第十七届北京国际图书博览会[51][52]。
- 中国首家以应对气候变化、增加森林碳汇、帮助企业志愿减排为主题的全国性公募基金会中国绿色碳汇基金会在北京成立[53][54]。